# Giuse Tôn Hoài Đức (Tam Nguyên)
Giuse Tôn Hoài Đức (1922-2021, tiếng Trung:宗懷德, tiếng Anh:Joseph Zong Huai-de) là một giám mục người Trung Quốc của Giáo hội Công giáo Rôma. Ông từng đảm nhiệm vị trí Giám mục chính tòa Giáo phận Tam Nguyên từ năm 1987 đến năm 2003.

## Tiểu sử
Giám mục Giuse Tôn sinh năm 1922 tại Trung Quốc. Sau quá trình tu học, năm 1949, ông được thụ phong linh mục. Tòa Thánh chọn linh mục Giuse Tôn Hoài Đức làm Giám mục Tam Nguyên, sau bốn năm trống tòa sau khi Thừa sai người Ý Ferdinando Fulgenzio Pasini, O.F.M từ nhiệm năm 1983 vì già yếu. Tân giám mục Đức được tấn phong cách bí mật trong năm 1987, chính quyền sau đó cũng chọn ông làm Giám mục vào năm 1993. Ông giữ chức vị này đến năm 2003, từ chức khi đã 81 tuổi.
Ông qua đời ngày 5 tháng 1 năm 2021.